# طبقة الحدود الكوكبية
في مجال الأرصاد الجوية للطبقة بين الحدود الكوكبية (PBL)، المعروفة أيضا باسم طبقة حدود الغلاف الجوي (ABL)، هي الجزء الأدنى من الغلاف الجوي. ويتأثر سلوكه مباشرة عن طريق الاتصال مع سطح الكواكب. على الأرض فإنه عادة ما يستجيب للتغيرات في قوة اشعاع السطح في ساعة واحدة أو أقل. في هذه الكميات الفيزيائية للطبقة مثل سرعة التدفق، ودرجة الحرارة، والرطوبة، وما إلى ذلك، عرض التقلبات السريعة (الاضطراب) والاندماج الرأسي يكون قويا. فوق PBL هو «الغلاف الجوي الحر» حيث تكون الرياح تقريبا جيوستروفية (موازية للأيسوبار)، في حين ضمن PBL تتأثر الرياح السطحية عن طريق السحب وتتحول عبر الأيسوبار. في الغلاف الجوي الحر الذي يكون عادة غير مضطربا، أو فقط مضطربا بشكل متقطع.

## سبب تدرج الرياح السطحية

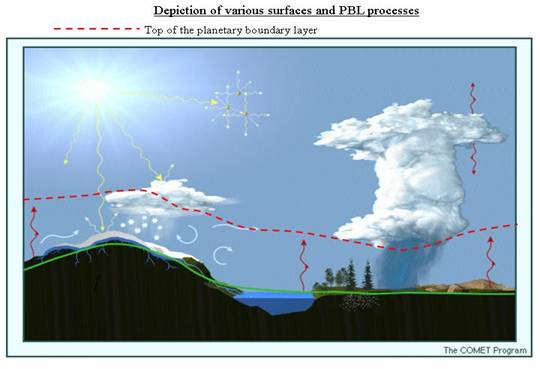
تصوير للمكان الذي تتمدد فيه طبقة حدود الكواكب في يوم مشمس.

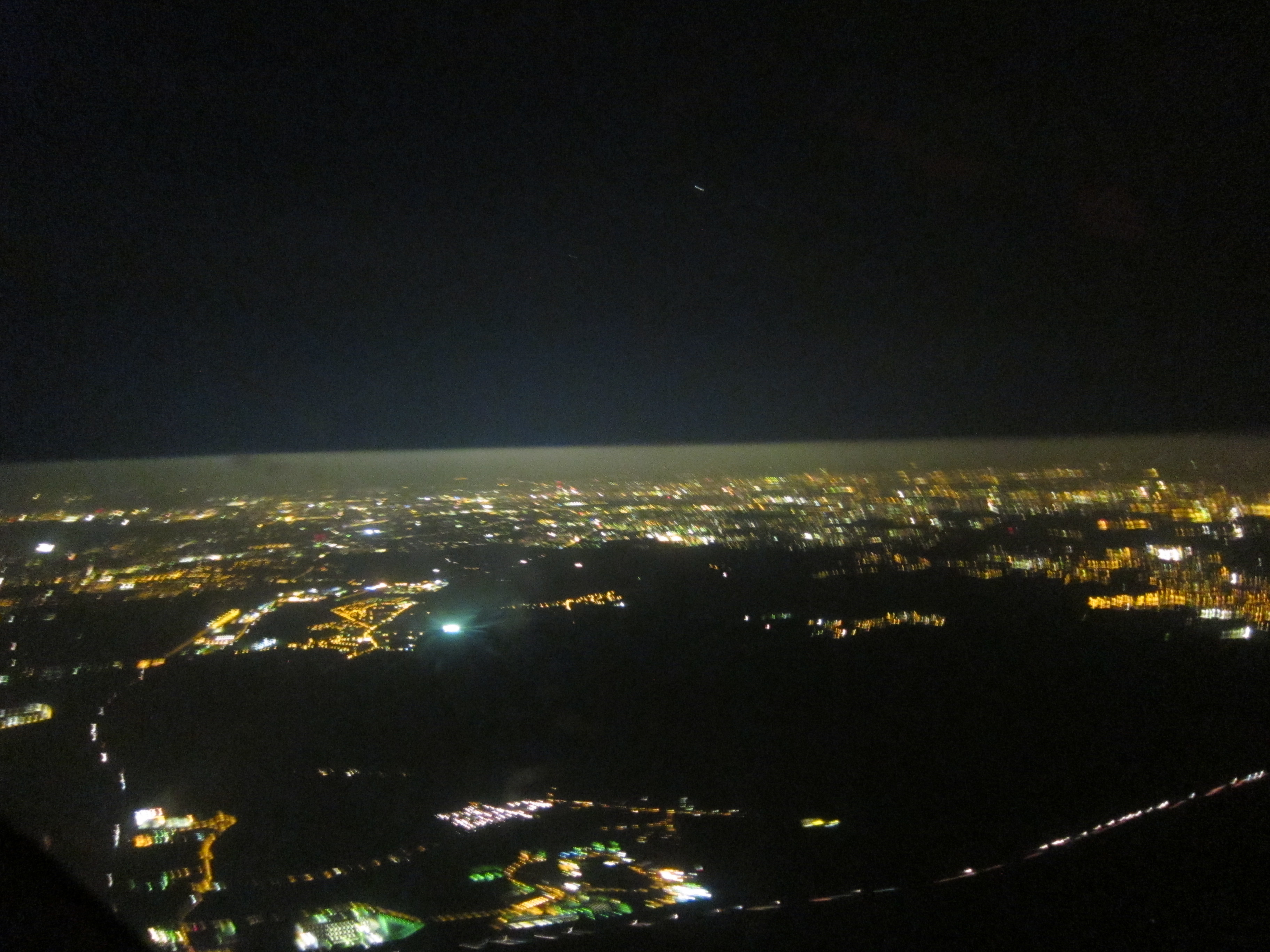
لفرق في كمية الهباء تحت وفوق الطبقة الحدودية من السهل أن نراه في هذه الصورة الجوية. وتناثر التلوث الضوئي من مدينة برلين بقوة تحت الطبقة، ولكن فوق الطبقة فإنها تنتشر في الغالب إلى الفضاء.

عادة، بسبب الديناميكا الهوائية، يكون هناك تدرج للرياح في تدفق الرياح فقط لبضع مئات من الأمتار فوق سطح الطبقة السطحية للأرض من الطبقة التي بين الحدود الكوكبية. زيادة سرعة الرياح مع زيادة الارتفاع عن سطح الأرض، بدءا من الصفر. نظرا لحالة عدم الانزلاق. تتدفق بالقرب من العقبات لقاءات السطح الذي يقلل من سرعة الرياح، وإدخال مكونات السرعة العمودية والأفقية بطريقة
عشوائية في زوايا في الاتجاه الرئيسي للتدفق. يسبب هذا الاضطراب الناتج عن الاندماج الرأسي بين الهواء الذي يتحرك أفقيا في مستوى واحد والهواء عند تلك المستويات عند أعلاه وأسفله، وهو أمر مهم في تفرق الملوثات وتآكل التربة.
انخفاض السرعة بالقرب من السطح هو وظيفة نابعة من خشونة السطح، لذلك لمحات سرعة الرياح تختلف تماما عن أنواع التضاريس المختلفة. الخام، والأرض غير النظامية، والعراقيل التي من صنع الإنسان على الأرض يمكن أن تقلل من سرعة الرياح الجيوستروفية بنسبة 40٪ إلى 50٪. فوق المياه المفتوحة أو الجليد، قد يكون الحد فقط 20٪ إلى 30٪. تؤخذ هذه الآثار في الاعتبار عند تحديد المواقع لتوربينات الرياح.
للأغراض الهندسية، على غرار تدرج الرياح كما الجرد البسيط يستعرض لمحة السرعة الرأسية المتفاوتة وفقا لقانون السلطة مع معامل أسي مستمرا مبنيا على نوع السطح. يفترض أن ارتفاع فوق سطح الأرض حيث يسمى باحتكاك سطح لها تأثير يذكر على سرعة الرياح «ارتفاع التدرج»  وسرعة الرياح فوق هذا الارتفاع إلى أن تكون ثابتة تسمى «سرعة رياح التدرج». على سبيل المثال، القيم النموذجية لارتفاع التدرج المتوقعة هي 457 متر عن المدن الكبيرة، 366 م للضواحي، و274 م للمناطق المفتوحة، و 213 متر عن البحر المفتوح.
على الرغم من أن تقريب قانون السلطة للأس مناسب، فإنه لا يوجد لديه الأساس النظري. عندما يكون الوضع في درجة الحرارة هو ثابت الحرارة، ينبغي أن تختلف سرعة الرياح غاريتميا مع الارتفاع  الذي أظهرته القياسات على مناطق مفتوحة في عام 1961 الانسجام الجيد مع صالح لوغاريتمي يصل إلى 100 متر أو نحو ذلك (داخل الطبقة السطحية)، مع القريب معدل الرياح القريب المستمر الذي يزيد عن 1000 م.
جرد الرياح عادة ما يكون ثلاثي الأبعاد، وهذا هو، وهناك أيضا تغيير في الاتجاه بين (الضغط الحر) الذي يحركه رياح الجيوستروفيك والرياح القريبة من الأرض. يرتبط هذا إلى تأثير دوامة أيكمن. زاوية عبر خط تساوي تدفق الضغط الجوي الأجيوستروفيك تحويل بالقرب السطح بدرجات تتراوح من 10 درجة على المياه المفتوحة، إلى 30 درجة على التضاريس الجبلية الوعرة، ويمكن أن تزيد إلى 40 درجة -50 درجة على الأرض في الليل عندما تكون سرعة الرياح منخفضة جدا.
بعد غروب الشمس تتدرج الرياح بالقرب من زيادات السطح، مع زيادة الاستقرار.
الاستقرار في الغلاف الجوي الذي يحدث في الليل مع التبريد الإشعاعي الذي يميل لاحتواء الدوامات المضطربة عموديا، وزيادة تدرج الرياح. يتأثر حجم انحدار الرياح إلى حد كبير لارتفاع الحمل الحراري لطبقة الحدود، وهذا التأثير هو حتى أكبر من مستوى سطح البحر، حيث لا يوجد اختلاف نهاري من ارتفاع الطبقة الحدودية كما يوجد على الأرض. في الطبقة بين حدود الحمل الحراري، الاندماج القوي يقلل من تدرج الرياح الرأسي.

## الطبقات المكونة

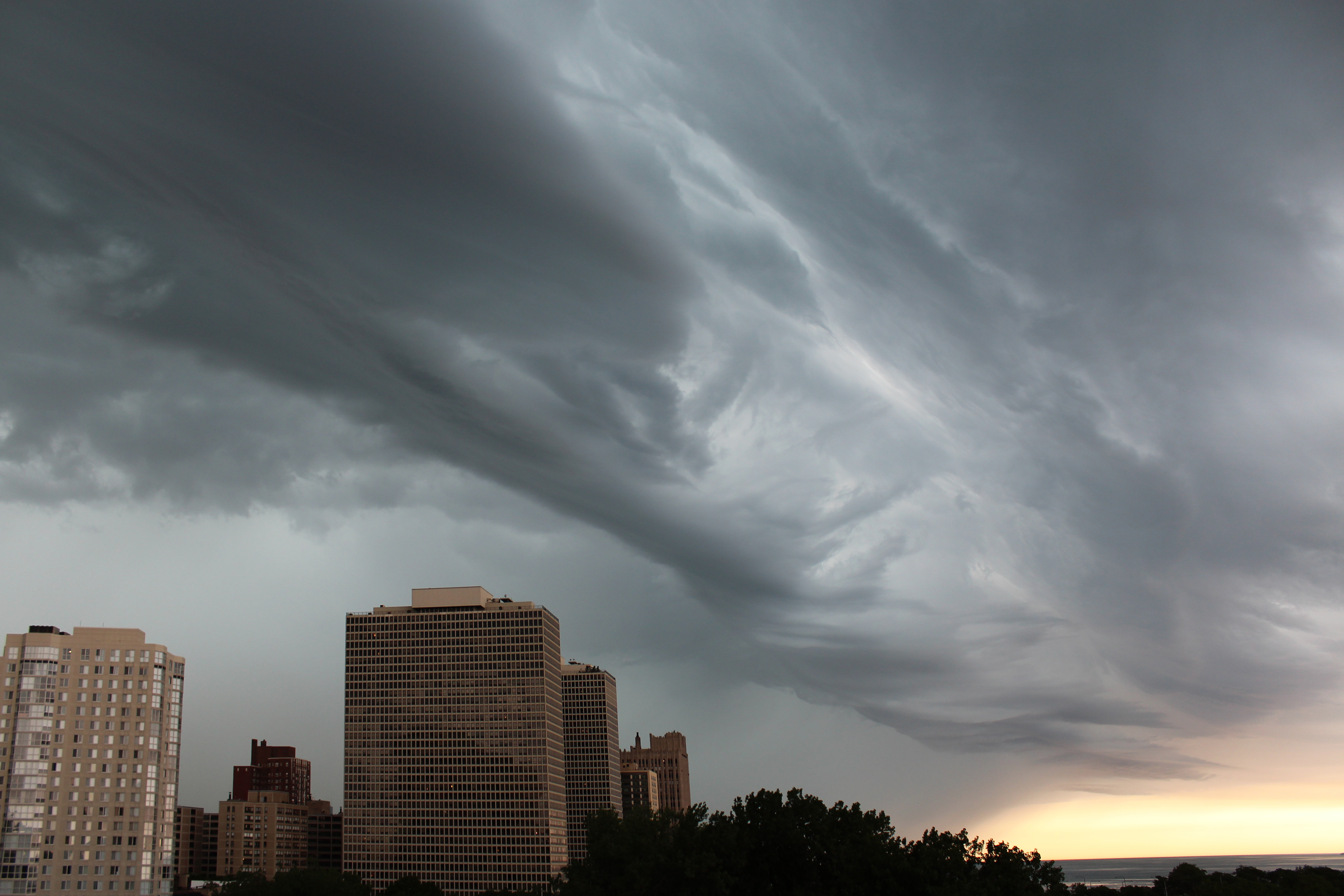
سحابة الجرف في طليعة من مركب عاصفة رعدية على الجانب الجنوبي من شيكاغو الممتد من منطقة مجتمع هايد بارك لأكثر من البرجين التوأمين ريجنت بارك وخارجا على بحيرة ميشيغان

كما تشير معادلات نافيير ستوكس، أنه يتم إنتاج اضطرابات الحدود الككوكبية في طبقة مع تدرجات السرعة الأكبر التي تكون قريبة من السطح جدا - تسمى تقليديا بالطبقة السطحية - تشكل حوالي 10٪ من مجموع عمق PBL. يتبدد الاضطراب PBL تدريجيا فوق الطبقة السطحية، وفقدان الطاقة الحركية للاحتكاك وكذلك تحويل الطاقة الحركية إلى طاقة كامنة في تدفق الكثافة الطبقية. التوازن بين معدل إنتاج الطاقة الحركية المضطربة وتبديدها يحدد عمق طبقة الحدود الكوكبية. عمق PBL يختلف على نطاق واسع. في سرعة رياح معينة، على سبيل المثال، 8 م / ث، وذلك بمعدل معين من إنتاج الاضطراب، ويمكن أن يكونPBL في فصل الشتاء في القطب الشمالي ضحلا إلى عمق 50 متر، يمكن أن يكون سمكPBL الليلي في منتصف خطوط العرض عادة 300 متر، وPBL الاستوائي في منطقة تبادل الرياح يمكن أن ينمو إلى عمقه النظري الكامل ل2000 مترا.
بالإضافة إلى الطبقة السطحية، تشكل الطبقة بين حدود الكواكب أيضا جوهر PBL (بين 0.1 و 0.7 من عمق PBL) والجزء العلوي PBL أو طبقة انتراينمنت أو متوجا طبقة انعكاس (بين 0.7 و 1 من عمق PBL). أربعة من العوامل الخارجية الرئيسية التي تحدد عمق PBL والهيكل الرأسي يعني لها:
1- سرعة الغلاف الجوي الحر
2- توازن الحرارة (بالضبط أكثر طفوا) السطحية
3- كثافة طبقات الغلاف الجوي الحر
4- جرد الرياح السطحية للغلاف الحر أو الضغط

## الأنواع الرئيسية

حدود الغلاف الجوي

### طبقة الحمل الحراري للحدود الكوكيبة
CBL : هو PBL حيث تدفق الطفو إيجابي على سطح يخلق عدم الاستقرار الحراري، وبالتالي يولد اضطرابات إضافية أو حتى كبيرة. CBL هو الحال في المناطق المدارية وخطوط العرض الوسطى خلال النهار. التسخين بالطاقة الشمسية بمساعدة من الحرارة المنطلقة من تكاثف بخار الماء يمكن أن تؤدي إلى اضطرابات حمل حراري قوية جدا والتي تضم CBL التروبوسفير بأكمله تصل إلى (10 كم إلى 18 كم)(نطاق التقارب بين المدارين).

### تراصف طبقة الحدود الكوكبية
(SBL) هو PBL حيث تدفق الطفو سلبي على سطح احباط الاضطراب. هو الدافع وراء SBL فقط من اضطراب جرد الرياح، وبالتالي SBL لا يمكن أن توجد بدون رياح الغلاف الجوي. وSBL هو الحال في الليل في جميع المواقع وحتى في وضح النهار في أماكن سطح الأرض أكثر برودة فوق الهواء. يلعب SBL دورا هاما في خطوط العرض العليا حيث غالبا ما يطول ذلك إلى (أيام أو شهور)، مما أدى إلى ارتفاع درجات حرارة الجو البارد جدا.
القوانين الفيزيائية ومعادلة الحركة، التي تحكم الكواكب ديناميات طبقة الحدود والفيزياء الدقيقة، وبقوة غيرخطية وأثرت إلى حد كبير من خصائص سطح الأرض وتطور العمليات في الغلاف الحر. للتعامل مع هذا التواطؤ، تم اقتراح مجموعة كاملة من نماذج الاضطرابات. ومع ذلك، فإنها غالبا ما تكون غير دقيقة بما فيه الكفاية لتلبية طلبات العملية. ومن المتوقع تحسينات كبيرة من تطبيق تقنية محاكاة الدوامة الكبيرة للمشاكل المتعلقة ب PBL.
لعل أهم العمليات التي تعتمد على التمثيل الصحيح للPBL في نماذج الغلاف الجوي (الغلاف الجوي مشروع المقارنة بين النماذج) خطيرة، والنقل المضطرب من الرطوبة (التبخر) والملوثات (ملوثات الهواء). الغيوم في الرياح حدود نفوذ طبقة العمال، والدورة الهيدرولوجية، وتبادل الطاقة.